# Sardosoma franchettii
Sardosoma franchettii är en mångfotingart som beskrevs av Manfredi 1956. Sardosoma franchettii ingår i släktet Sardosoma och familjen knöldubbelfotingar. Inga underarter finns listade i Catalogue of Life.